# چنگالی (شیرینی)
چنگالی یا چنگال یک غذای قدیمی و ساده است که هم در سیستان و بلوچستان و هم در کرمان و خراسان تهیه می‌شود. چنگال در سیستان و بلوچستان یکی از غذاهای شب یلدا است. در مشهد، گناباد و افغانستان (مالیدگی، به فارسی افغانستانی) نیز این غذا طرفداران زیادی دارد و در اکثر این شهرها و استان‌ها به روش تقریباً مشابهی تهیه می‌شود.

## انواع
- چنگالی بلوچی یک غذای ساده و خوشمزه است که برای تهیه آن از ترکیب نان، شکر، کنجد و روغن حیوانی استفاده می‌شود.
- یکی دیگر از روش‌های تهیه چنگال جایگزین کردن خرما با شکر است.
- یکی دیگر از روش‌های درست کردن چنگال بلوچی جایگزین کردن آرد با نان است. در این روش باید به جای نان خرد شده از مقداری آرد و آب استفاده کنید.